# Selaginella mutica
Selaginella mutica är en mosslummerväxtart som beskrevs av D. C. Eat. och Underw.. Selaginella mutica ingår i släktet mosslumrar, och familjen mosslummerväxter. Utöver nominatformen finns också underarten S. m. limitanea.